# Rugby klub Vitez
Rugby Club Vitez je ragbijski klub iz Viteza.
Klupsko sjedište je u Vitezu.
RK Vitez je 16. lipnja 2012. organizirao humanitarni turnir u ragbiju za pomoć djevojčici oboljeloj od leukemije. Odigran je na igralištu NK Rijeka iz Viteza, a nastupile su ekipe iz BiH Vitez, Tomislav, Tešanj i Čelik te iz Crne Gore Tivat.
Vitez je dao dvojicu reprezentativaca mladoj reprezentaciji BiH 2014. godine, Zvonimr Ljubanić i Martin Martić, a seniori Ivan Vrebac i Ivo Skopljak dobili su pozive izbornika seniorske reprezentacije BiH za utakmicu 19. travnja 2014. protiv Norveške.

## Vanjske poveznice
- Službena stranica Rugby saveza Bosne i Hercegovine Klubovi
- Youtube Ragbi turnir "Viteško srce"